# Agnezia biscoei
Agnezia biscoei är en sjöpungsart som beskrevs av Monniot 1983. Agnezia biscoei ingår i släktet Agnezia och familjen Agneziidae.
Artens utbredningsområde är Södra Ishavet. Inga underarter finns listade i Catalogue of Life.